# 西交民巷
39°54′07″N 116°23′24″E / 39.9018783°N 116.3901113°E
西交民巷是位于中国北京市西城区东部的一条道路。

## 简介
西交民巷西起新壁街东口，东到广场西侧路，隔天安门广场与东交民巷相对。西交民巷与东交民巷在明朝时称统“江米巷”。江米即糯米。在东交民巷和西交民巷的进口处，各有一座牌楼，东牌楼上题“敷文”，西牌楼上题“振武”。清朝光绪二十六年（1900年）八国联军入侵北京时，两座牌楼被毁。
清朝末年，北京银行业兴起，金融街在东交民巷、西交民巷及其附近地区。西交民巷早年有许多银行。比如清朝末年设有大清银行，中华民国初年改为中国银行。此外，西交民巷还有大陆银行、金城银行、中国实业银行等。1999年，天安门广场重修时，市政工人在毛主席纪念堂西侧挖掘出土了一块石匾，上刻“四行储蓄会”，刻于1920年代，属于原在西交民巷中的四行储蓄会（即盐业银行、金城银行、大陆银行、中南银行协同办理银行业务的机构）。
文化大革命 期间，街名被改为反帝西路，后来恢复原名。
西交民巷的主要建筑有北京一六一中学、北京电力公司、张廷阁宅、中国农工银行旧址（中华全国新闻工作者协会）、中央银行北平分行旧址（北京方泉斋集币服务部）、大陆银行旧址（中国钱币博物馆）、北洋保商银行旧址（中国钱币博物馆）、全国人大机关办公楼、京师看守所（1999年11月被拆除）。

## 西交民巷近代银行建筑群
2013年，西交民巷近代银行建筑群被列为第七批全国重点文物保护单位，其中包括：
1. 中央银行旧址：位于西交民巷17号。原来是清朝的户部银行的行址，为中国首家政府级国家银行，始建于光绪三十一年九月（1905年），光绪三十四年七月（1908年）更名为“大清银行”，1912年8月改称“中国银行”。后来，该建筑改为中央银行北平分行。该建筑为中西合璧式，入口处设有半圆外廊，檐外有女儿墙，这是早期公共建筑的特点，门窗栏杆的铁艺十分精致。该建筑现为中国钱币博物馆使用。
2. 大陆银行旧址：位于西交民巷17号。大陆银行于1919年成立，总行设在天津，1942年迁到上海。大陆银行北京分行位于西交民巷东口，始建于1924年，1924年2月18日开始营业，1952年2月结束营业。大陆银行旧址是仿英国银行建筑，地上五层，地下一层，立面采用西方古典式。钟楼上有穹顶，是中国建筑师设计西方古典建筑的代表作。该建筑现为中国银行使用。
3. 保商银行旧址：位于西交民巷17号。保商银行于1910年成立，最初是清理天津商人积欠洋商的款项、维持天津华洋商务而设，故得名“保商”。1920年，该银行改组为普通商业银行，并在西交民巷重建新办公楼。保商银行旧址地上三层，立面采用花岗岩制作希腊柱廊，檐口突出，坚固感较为强烈。该建筑现为中国钱币博物馆使用。
4. 中国农工银行旧址：位于西交民巷50号。中国农工银行的前身是1918年北洋政府财政部在大兴县、宛平县设立的大宛农工银行。1927年，大宛农工银行更名为中国农工银行，并且在北平设立分行，是官商合办的地方银行。1950年2月，北平分行停业清理。中国农工银行旧址建于1922年，地上二层，立面采用花岗岩装饰，大门入口处有柱廊。该建筑现为中共中央宣传部使用。
5. 户部银行旧址：位于西交民巷甲25号。该建筑建于1905年，原为巡视中城御史衙署。户部银行始建于清朝光绪三十一年（1905年），是中国首家国家银行，后来先后改称大清银行、中国银行。该建筑现存入口以及临街房屋，是西式建筑，面阔五间，入口的建筑风格简洁稳重，门窗栏杆的铁艺精美。